# Letrilla
La letrilla è una composizione poetica breve, divisa in strofe simmetriche alla fine delle quali si ripete una stessa idea in uno o più versi chiamati estribillos. Si sviluppa a partire dal secolo XVI.
Si tratta di una poesia satirica e burlesca, di tono leggero generalmente, sebbene anche ce ne siano di tema religioso e lirico.
Formalmente la si relaziona con il villancico o con il romance. Le sue strofe possono essere redondillas o quintillas dobles. La rima può essere consonante o assonante, utilizzando il verso de arte menor, ottonario (ottosilabo) o senario (hexasílabo).
Góngora scrisse alcune letrillas di tipo lirico, basate sulla lirica popolare. Tuttavia, abitualmente, le letrillas si ispirano a qualche refrán (ritornello) ed acquisirono un carattere burlesco. Le letrillas satiriche più conosciute sono quelle di Quevedo, che rapidamente erano assimilate dal volgo grazie al suo tono popolare:
poderoso caballero
Es Don Dinero.»
(Francisco de Quevedo: Letrilla satírica)